# Пнеумолизин
Пнеумолизин је токсин кога лучи бактерија Streptococcus pneumoniae. Он оштећује крвне судове у плућима, изазивајући крварење у ваздушним просторима плућа.